# I Ketut Marya
I Ketut Marya, ou I Ketut Mario, aussi connu simplement sous le nom de I Mario, né en 1897 et mort en 1968, est un danseur et chorégraphe indonésien.
Il est principalement connu pour avoir conçu la danse Kebyar duduk (en), une création qui révolutionna la danse de Bali. Il interpréta la danse pour la première fois en 1925.